# Holohalaelurus grennian
Holohalaelurus grennian är en hajart som beskrevs av Human 2006. Holohalaelurus grennian ingår i släktet Holohalaelurus och familjen rödhajar. IUCN kategoriserar arten globalt som otillräckligt studerad. Inga underarter finns listade i Catalogue of Life.